# Ейвон-Парк (Флорида)
Ейвон-Парк (англ. Avon Park) — місто (англ. city) в США, в окрузі Гайлендс штату Флорида. Населення — 9658 осіб (2020).

## Географія
Ейвон-Парк розташований за координатами 27°35′56″ пн. ш. 81°30′41″ зх. д. / 27.59889° пн. ш. 81.51139° зх. д. (27.598764, -81.511347). За даними Бюро перепису населення США в 2010 році місто мало площу 21,16 км², з яких 18,53 км² — суходіл та 2,63 км² — водойми. В 2017 році площа становила 25,52 км², з яких 24,69 км² — суходіл та 0,82 км² — водойми.

## Демографія
Згідно з переписом 2010 року, у місті мешкало 8836 осіб у 3254 домогосподарствах у складі 2169 родин. Густота населення становила 418 осіб/км². Було 4162 помешкання (197/км²).
Расовий склад населення:
| - 55,5 % — білих - 28,1 % — чорних або афроамериканців - 0,8 % — азіатів - 0,3 % — корінних американців - 11,0 % — осіб інших рас |

До двох чи більше рас належало 4,3 %. Частка іспаномовних становила 29,2 % від усіх жителів.
За віковим діапазоном населення розподілялося таким чином: 26,5 % — особи молодші 18 років, 56,2 % — особи у віці 18—64 років, 17,3 % — особи у віці 65 років та старші. Медіана віку мешканця становила 35,6 року. На 100 осіб жіночої статі у місті припадало 93,1 чоловіків; на 100 жінок у віці від 18 років та старших — 90,1 чоловіків також старших 18 років.
Середній дохід на одне домашнє господарство становив 39 949 доларів США (медіана — 28 496), а середній дохід на одну сім'ю — 41 006 доларів (медіана — 32 706). Медіана доходів становила 26 091 долар для чоловіків та 21 548 доларів для жінок. За межею бідності перебувало 36,2 % осіб, у тому числі 57,0 % дітей у віці до 18 років та 12,2 % осіб у віці 65 років та старших.
Цивільне працевлаштоване населення становило 3064 особи. Основні галузі зайнятості: освіта, охорона здоров'я та соціальна допомога — 21,1 %, роздрібна торгівля — 20,9 %, сільське господарство, лісництво, риболовля — 14,5 %, мистецтво, розваги та відпочинок — 13,3 %.